# La Berthenoux
La Berthenoux ist eine französische Gemeinde mit 361 Einwohnern (Stand: 1. Januar 2022) im Département Indre in der Region Centre-Val de Loire. Sie gehört zum Arrondissement La Châtre, zum Kanton La Châtre und zum Gemeindeverband Communauté de communes de la Châtre et Sainte Sévère. Die Einwohner werden Bertheloniens genannt.

## Lage
La Berthenoux liegt etwa 27 Kilometer ostsüdöstlich von Châteauroux. Umgeben wird La Berthenoux von den Nachbargemeinden Bommiers im Norden und Nordwesten, Pruniers im Norden, Saint-Hilaire-en-Lignières im Nordosten, Saint-Christophe-en-Boucherie im Osten und Südosten, Thevet-Saint-Julien im Süden, Verneuil-sur-Igneraie im Südwesten, Saint-Chartier im Westen und Südwesten sowie Saint-Août im Westen und Nordwesten.

## Bevölkerungsentwicklung
| Jahr                      | 1962 | 1968 | 1975 | 1982 | 1990 | 1999 | 2006 | 2013 |
| Einwohner                 | 829  | 743  | 622  | 539  | 467  | 468  | 481  | 430  |
| Quelle: Cassini und INSEE |      |      |      |      |      |      |      |      |

## Sehenswürdigkeiten
- Kirche Notre-Dame aus dem 12. Jahrhundert, seit 1924 Monument historique
- Totenlaterne auf dem Friedhof, seit 1977 Monument historique
- Rundturm

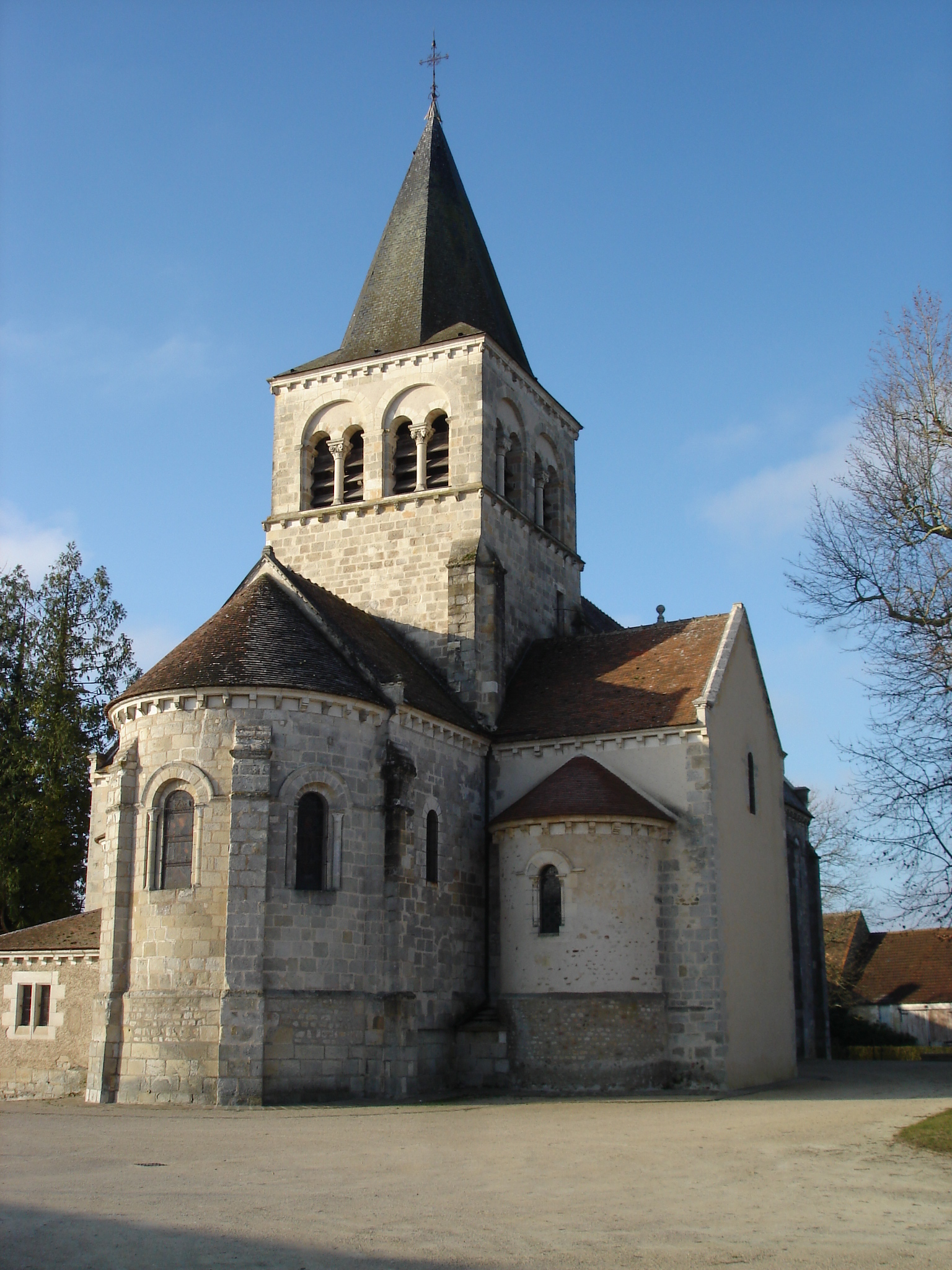
Kirche Notre-Dame
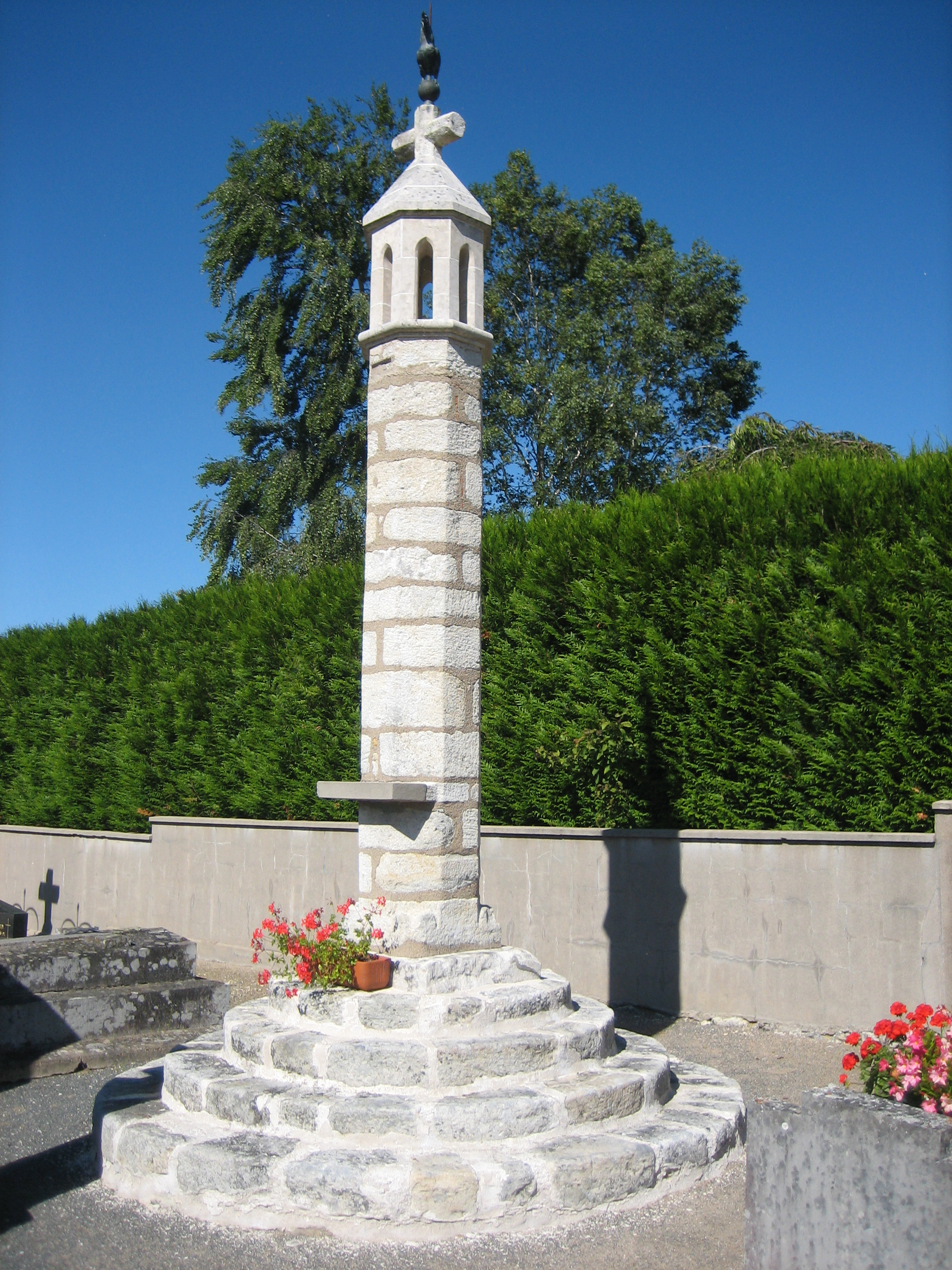
Totenlaterne
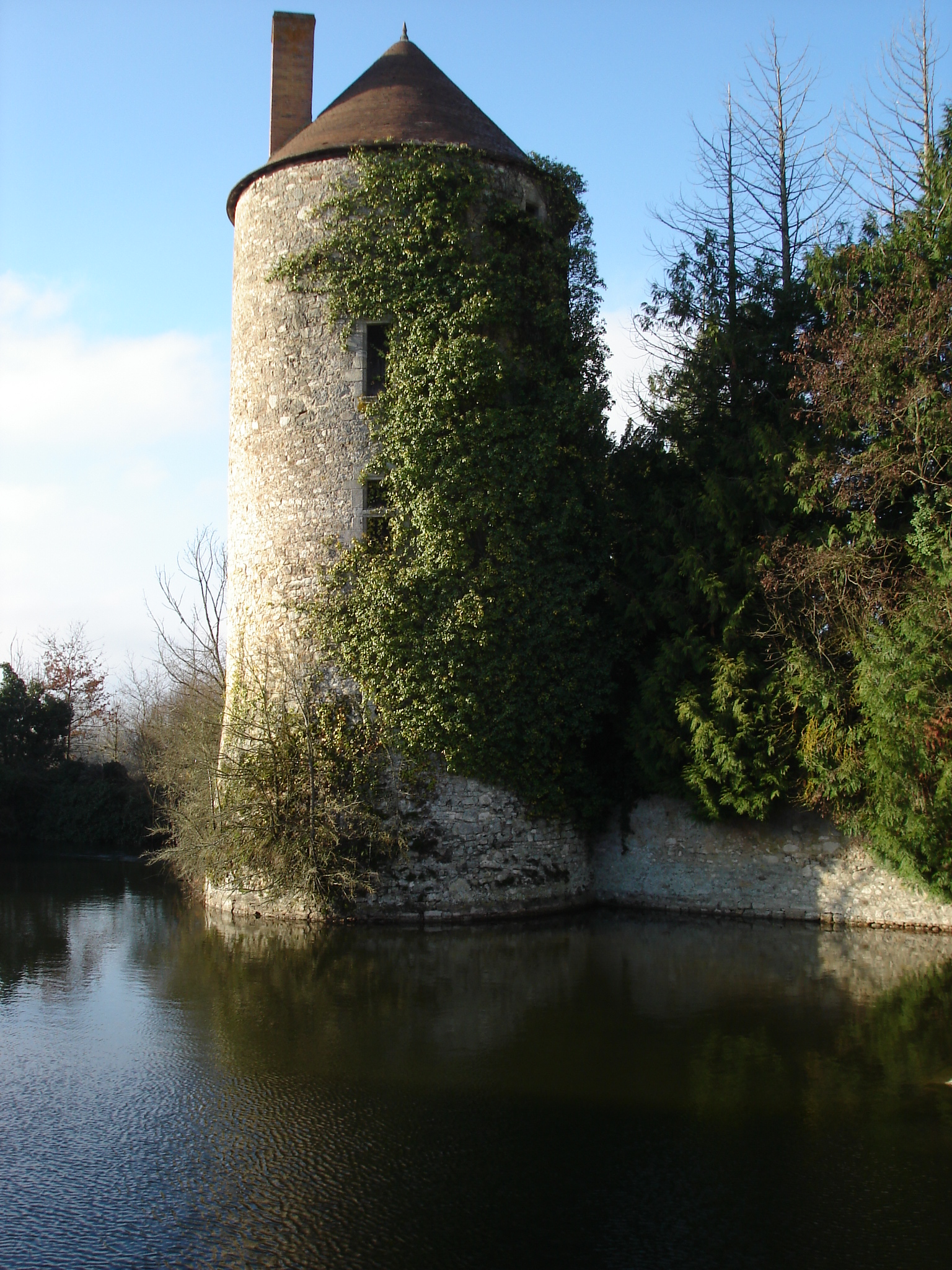
Rundturm